# Sútor
Sútor, ungarisch Szútor ist eine Gemeinde in der südlichen Mittelslowakei mit 692 Einwohnern (Stand 31. Dezember 2024), die im Okres Rimavská Sobota, einem Kreis des Banskobystrický kraj, liegt und zur traditionellen Landschaft Gemer gehört.

## Geographie
Die Gemeinde befindet sich inmitten des Talkessels Rimavská kotlina (Teil der größeren Einheit Juhoslovenská kotlina), im Tal eines Baches im Einzugsgebiet der Rimava. Das Ortszentrum liegt auf einer Höhe von 215 m n.m. und ist 16 Kilometer von Rimavská Sobota entfernt (Straßenentfernung).
Nachbargemeinden sind Rimavská Sobota (Stadtteil Bakta) und Tomášovce im Norden, Bátka im Nordosten, Vieska nad Blhom im Osten, Radnovce im Südosten, Bottovo und Pavlovce im Süden und Belín im Westen.

## Geschichte
Sútor wurde zum ersten Mal 1410 als Zutor schriftlich erwähnt und war zuerst Teil des Herrschaftsgebiets der Burg Blh, später der Burg Muráň. 1566–67 wurde der Ort von den Türken verwüstet. 1828 zählte man 58 Häuser und 428 Einwohner, die als Landwirte beschäftigt waren.
Bis 1918/19 gehörte der im Komitat Gemer und Kleinhont liegende Ort zum Königreich Ungarn und kam danach zur Tschechoslowakei beziehungsweise heute Slowakei. Auf Grund des Ersten Wiener Schiedsspruchs lag er von 1938 bis 1944 noch einmal in Ungarn.

## Bevölkerung
| Jahr                | 1994 | 2004     | 2014     | 2024     |
| ------------------- | ---- | -------- | -------- | -------- |
| Anzahl der Personen | 333  | 445      | 555      | 692      |
| Unterschied         |      | +33,63 % | +24,71 % | +24,68 % |

| Jahr                | 2023 | 2024    |
| ------------------- | ---- | ------- |
| Anzahl der Personen | 686  | 692     |
| Unterschied         |      | +0,87 % |

Gemäß der Volkszählung 2011 wohnten in Sútor 514 Einwohner, davon 420 Roma, 65 Magyaren, 18 Slowaken und zwei Tschechen. Neun Einwohner machten keine Angabe zur Ethnie.
487 Einwohner bekannten sich zur römisch-katholischen Kirche und 13 Einwohner zur reformierten Kirche. Zwei Einwohner waren konfessionslos und bei 12 Einwohnern wurde die Konfession nicht ermittelt.

## Baudenkmäler
- reformierte (calvinistische) Kirche im klassizistischen Stil aus dem Jahr 1810, heute in heruntergekommenem Zustand[6]